# Tanaorhinus unipuncta
Tanaorhinus unipuncta là một loài bướm đêm trong họ Geometridae.